# Medalhistas olímpicos da ginástica (masculino)

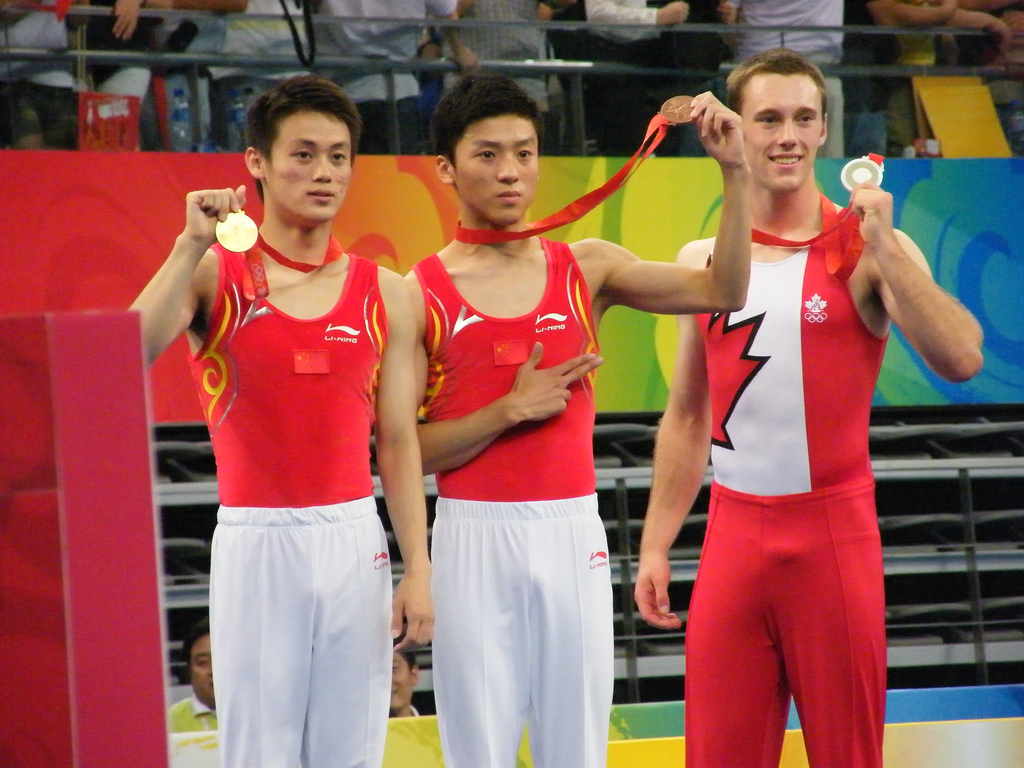
Medalhistas do trampolim nos Jogos Olímpicos de 2008.

A ginástica é um esporte disputado em Jogos Olímpicos desde Atenas 1896. Segue a lista dos medalhistas olímpicos do esporte entre os homens:

## Eventos atuais

### Ginástica artística

#### Individual geral
| Evento                           | Ouro                                   | Prata                                                                                        | Bronze                                   |
| -------------------------------- | -------------------------------------- | -------------------------------------------------------------------------------------------- | ---------------------------------------- |
| Saint Louis 1904 (detalhes)      | Julius Lenhart AUT Áustria             | Wilhelm Weber GER Alemanha                                                                   | Adolf Spinnler SUI Suíça                 |
| Londres 1908 (detalhes)          | Alberto Braglia ITA Itália             | Walter Tysall GBR Grã-Bretanha                                                               | Louis Ségura FRA França                  |
| Estocolmo 1912 (detalhes)        | Alberto Braglia ITA Itália             | Louis Ségura FRA França                                                                      | Adolfo Tunesi ITA Itália                 |
| Antuérpia 1920 (detalhes)        | Giorgio Zampori ITA Itália             | Marco Torrès FRA França                                                                      | Jean Gounot FRA França                   |
| Paris 1924 (detalhes)            | Leon Štukelj YUG Iugoslávia            | Robert Pražák TCH Checoslováquia                                                             | Bedřich Šupčík TCH Checoslováquia        |
| Amsterdã 1928 (detalhes)         | Georges Miez SUI Suíça                 | Hermann Hänggi SUI Suíça                                                                     | Leon Štukelj YUG Iugoslávia              |
| Los Angeles 1932 (detalhes)      | Romeo Neri ITA Itália                  | István Pelle HUN Hungria                                                                     | Heikki Savolainen FIN Finlândia          |
| Berlim 1936 (detalhes)           | Alfred Schwarzmann GER Alemanha        | Eugen Mack SUI Suíça                                                                         | Konrad Frey GER Alemanha                 |
| Londres 1948 (detalhes)          | Veikko Huhtanen FIN Finlândia          | Walter Lehmann SUI Suíça                                                                     | Paavo Aaltonen FIN Finlândia             |
| Helsinque 1952 (detalhes)        | Viktor Chukarin URS União Soviética    | Hrant Shahinyan URS União Soviética                                                          | Josef Stalder SUI Suíça                  |
| Melbourne 1956 (detalhes)        | Viktor Chukarin URS União Soviética    | Takashi Ono JPN Japão                                                                        | Yuri Titov URS União Soviética           |
| Roma 1960 (detalhes)             | Boris Shakhlin URS União Soviética     | Takashi Ono JPN Japão                                                                        | Yuri Titov URS União Soviética           |
| Tóquio 1964 (detalhes)           | Yukio Endo JPN Japão                   | Boris Shakhlin URS União SoviéticaViktor Lisitsky URS União SoviéticaShuji Tsurumi JPN Japão | nenhum                                   |
| Cidade do México 1968 (detalhes) | Sawao Kato JPN Japão                   | Mikhail Voronin URS União Soviética                                                          | Akinori Nakayama JPN Japão               |
| Munique 1972 (detalhes)          | Sawao Kato JPN Japão                   | Eizo Kenmotsu JPN Japão                                                                      | Akinori Nakayama JPN Japão               |
| Montreal 1976 (detalhes)         | Nikolai Andrianov URS União Soviética  | Sawao Kato JPN Japão                                                                         | Mitsuo Tsukahara JPN Japão               |
| Moscou 1980 (detalhes)           | Alexander Dityatin URS União Soviética | Nikolai Andrianov URS União Soviética                                                        | Stojan Deltchev BUL Bulgária             |
| Los Angeles 1984 (detalhes)      | Koji Gushiken JPN Japão                | Peter Vidmar USA Estados Unidos                                                              | Li Ning CHN China                        |
| Seul 1988 (detalhes)             | Vladimir Artemov URS União Soviética   | Valeri Liukin URS União Soviética                                                            | Dimitri Bilozertchev URS União Soviética |
| Barcelona 1992 (detalhes)        | Vitaly Scherbo EUN Equipa Unificada    | Grigory Misutin EUN Equipa Unificada                                                         | Valery Belenky EUN Equipa Unificada      |
| Atlanta 1996 (detalhes)          | Li Xiaoshuang CHN China                | Alexei Nemov RUS Rússia                                                                      | Vitaly Scherbo BLR Bielorrússia          |
| Sydney 2000 (detalhes)           | Alexei Nemov RUS Rússia                | Yang Wei CHN China                                                                           | Oleksandr Beresh UKR Ucrânia             |
| Atenas 2004 (detalhes)           | Paul Hamm USA Estados Unidos           | Kim Dae-eun KOR Coreia do Sul                                                                | Yang Tae-young KOR Coreia do Sul         |
| Pequim 2008 (detalhes)           | Yang Wei CHN China                     | Kohei Uchimura JPN Japão                                                                     | Benoît Caranobe FRA França               |
| Londres 2012 (detalhes)          | Kohei Uchimura JPN Japão               | Marcel Nguyen GER Alemanha                                                                   | Danell Leyva USA Estados Unidos          |
| Rio 2016 (detalhes)              | Kohei Uchimura JPN Japão               | Oleg Verniaiev UKR Ucrânia                                                                   | Max Whitlock GBR Grã-Bretanha            |
| Tóquio 2020 (detalhes)           | Daiki Hashimoto JPN Japão              | Xiao Ruoteng CHN China                                                                       | Nikita Nagornyy ROC                      |
| Paris 2024 (detalhes)            | Shinnosuke Oka JPN Japão               | Zhang Boheng CHN China                                                                       | Xiao Ruoteng CHN China                   |

#### Solo
| Evento                           | Ouro                                  | Prata                                                                                    | Bronze                                             |
| -------------------------------- | ------------------------------------- | ---------------------------------------------------------------------------------------- | -------------------------------------------------- |
| Los Angeles 1932 (detalhes)      | István Pelle HUN Hungria              | Georges Miez SUI Suíça                                                                   | Mario Lertora ITA Itália                           |
| Berlim 1936 (detalhes)           | Georges Miez SUI Suíça                | Josef Walter SUI Suíça                                                                   | Konrad Frey GER AlemanhaEugen Mack SUI Suíça       |
| Londres 1948 (detalhes)          | Ferenc Pataki HUN Hungria             | János Mogyorósy Klencs HUN Hungria                                                       | Zdeněk Růžička TCH Checoslováquia                  |
| Helsinque 1952 (detalhes)        | William Thoresson SWE Suécia          | Jerzy Jokiel POL PolôniaTadao Uesako JPN Japão                                           | nenhum                                             |
| Melbourne 1956 (detalhes)        | Valentin Muratov URS União Soviética  | Nobuyuki Aihara JPN JapãoWilliam Thoresson SWE SuéciaViktor Chukarin URS União Soviética | nenhum                                             |
| Roma 1960 (detalhes)             | Nobuyuki Aihara JPN Japão             | Yuri Titov URS União Soviética                                                           | Franco Menichelli ITA Itália                       |
| Tóquio 1964 (detalhes)           | Franco Menichelli ITA Itália          | Yukio Endo JPN Japão Viktor Lisitsky URS União Soviética                                 | nenhum                                             |
| Cidade do México 1968 (detalhes) | Sawao Kato JPN Japão                  | Akinori Nakayama JPN Japão                                                               | Takeshi Kato JPN Japão                             |
| Munique 1972 (detalhes)          | Nikolai Andrianov URS União Soviética | Akinori Nakayama JPN Japão                                                               | Shigeru Kasamatsu JPN Japão                        |
| Montreal 1976 (detalhes)         | Nikolai Andrianov URS União Soviética | Vladimir Marchenko URS União Soviética                                                   | Peter Kormann USA Estados Unidos                   |
| Moscou 1980 (detalhes)           | Roland Brückner GDR Alemanha Oriental | Nikolai Andrianov URS União Soviética                                                    | Alexander Dityatin URS União Soviética             |
| Los Angeles 1984 (detalhes)      | Li Ning CHN China                     | Lou Yun CHN China                                                                        | Koji Sotomura JPN JapãoPhilippe Vatuone FRA França |
| Seul 1988 (detalhes)             | Sergei Kharkov URS União Soviética    | Vladimir Artemov URS União Soviética                                                     | Lou Yun CHN ChinaYukio Iketani JPN Japão           |
| Barcelona 1992 (detalhes)        | Li Xiaoshuang CHN China               | Yukio Iketani JPN JapãoGrigory Misutin EUN Equipa Unificada                              | nenhum                                             |
| Atlanta 1996 (detalhes)          | Ioannis Melissanidis GRE Grécia       | Li Xiaoshuang CHN China                                                                  | Alexei Nemov RUS Rússia                            |
| Sydney 2000 (detalhes)           | Igors Vihrovs LAT Letônia             | Alexei Nemov RUS Rússia                                                                  | Jordan Jovtchev BUL Bulgária                       |
| Atenas 2004 (detalhes)           | Kyle Shewfelt CAN Canadá              | Marian Drăgulescu ROU Romênia                                                            | Jordan Jovtchev BUL Bulgária                       |
| Pequim 2008 (detalhes)           | Zou Kai CHN China                     | Gervasio Deferr ESP Espanha                                                              | Anton Golotsutskov RUS Rússia                      |
| Londres 2012 (detalhes)          | Zou Kai CHN China                     | Kohei Uchimura JPN Japão                                                                 | Denis Ablyazin RUS Rússia                          |
| Rio 2016 (detalhes)              | Max Whitlock GBR Grã-Bretanha         | Diego Hypólito BRA Brasil                                                                | Arthur Nory Mariano BRA Brasil                     |
| Tóquio 2020 (detalhes)           | Artem Dolgopyat ISR Israel            | Rayderley Zapata ESP Espanha                                                             | Xiao Ruoteng CHN China                             |
| Paris 2024 (detalhes)            | Carlos Yulo PHI Filipinas             | Artem Dolgopyat ISR Israel                                                               | Jake Jarman GBR Grã-Bretanha                       |

#### Cavalo com alças
| Evento                           | Ouro                                                                                          | Prata                                                                  | Bronze                                                                     |
| -------------------------------- | --------------------------------------------------------------------------------------------- | ---------------------------------------------------------------------- | -------------------------------------------------------------------------- |
| Atenas 1896 (detalhes)           | Louis Zutter SUI Suíça                                                                        | Hermann Weingärtner GER Alemanha                                       | nenhum                                                                     |
| Saint Louis 1904 (detalhes)      | Anton Heida USA Estados Unidos                                                                | George Eyser USA Estados Unidos                                        | William Merz USA Estados Unidos                                            |
| Paris 1924 (detalhes)            | Josef Wilhelm SUI Suíça                                                                       | Jean Gutweninger SUI Suíça                                             | Antoine Rebetez SUI Suíça                                                  |
| Amsterdã 1928 (detalhes)         | Hermann Hänggi SUI Suíça                                                                      | Georges Miez SUI Suíça                                                 | Heikki Savolainen FIN Finlândia                                            |
| Los Angeles 1932 (detalhes)      | István Pelle HUN Hungria                                                                      | Omero Bonoli ITA Itália                                                | Frank Haubold USA Estados Unidos                                           |
| Berlim 1936 (detalhes)           | Konrad Frey GER Alemanha                                                                      | Eugen Mack SUI Suíça                                                   | Albert Bachmann SUI Suíça                                                  |
| Londres 1948 (detalhes)          | Paavo Aaltonen FIN FinlândiaVeikko Huhtanen FIN FinlândiaHeikki Savolainen FIN Finlândia      | nenhum                                                                 | nenhum                                                                     |
| Helsinque 1952 (detalhes)        | Viktor Chukarin URS União Soviética                                                           | Evgeny Korolkov URS União SoviéticaHrant Shahinyan URS União Soviética | nenhum                                                                     |
| Melbourne 1956 (detalhes)        | Boris Shakhlin URS União Soviética                                                            | Takashi Ono JPN Japão                                                  | Viktor Chukarin URS União Soviética                                        |
| Roma 1960 (detalhes)             | Eugen Ekman FIN FinlândiaBoris Shakhlin URS União Soviética                                   | nenhum                                                                 | Shuji Tsurumi JPN Japão                                                    |
| Tóquio 1964 (detalhes)           | Miroslav Cerar YUG Iugoslávia                                                                 | Shuji Tsurumi JPN Japão                                                | Yuri Tsapenko URS União Soviética                                          |
| Cidade do México 1968 (detalhes) | Miroslav Cerar YUG Iugoslávia                                                                 | Olli Laiho FIN Finlândia                                               | Mikhail Voronin URS União Soviética                                        |
| Munique 1972 (detalhes)          | Viktor Klimenko URS União Soviética                                                           | Sawao Kato JPN Japão                                                   | Eizo Kenmotsu JPN Japão                                                    |
| Montreal 1976 (detalhes)         | Zoltán Magyar HUN Hungria                                                                     | Eizo Kenmotsu JPN Japão                                                | Nikolai Andrianov URS União SoviéticaMichael Nikolay GDR Alemanha Oriental |
| Moscou 1980 (detalhes)           | Zoltán Magyar HUN Hungria                                                                     | Alexander Dityatin URS União Soviética                                 | Michael Nikolay GDR Alemanha Oriental                                      |
| Los Angeles 1984 (detalhes)      | Li Ning CHN ChinaPeter Vidmar USA Estados Unidos                                              | nenhum                                                                 | Tim Daggett USA Estados Unidos                                             |
| Seul 1988 (detalhes)             | Lubomir Geraskov BUL BulgáriaZsolt Borkai HUN HungriaDimitri Bilozertchev URS União Soviética | nenhum                                                                 | nenhum                                                                     |
| Barcelona 1992 (detalhes)        | Vitaly Scherbo EUN Equipa UnificadaPae Gil-su PRK Coreia do Norte                             | nenhum                                                                 | Andreas Wecker GER Alemanha                                                |
| Atlanta 1996 (detalhes)          | Donghua Li SUI Suíça                                                                          | Marius Urzică ROU Romênia                                              | Alexei Nemov RUS Rússia                                                    |
| Sydney 2000 (detalhes)           | Marius Urzică ROU Romênia                                                                     | Eric Poujade FRA França                                                | Alexei Nemov RUS Rússia                                                    |
| Atenas 2004 (detalhes)           | Teng Haibin CHN China                                                                         | Marius Urzică ROU Romênia                                              | Takehiro Kashima JPN Japão                                                 |
| Pequim 2008 (detalhes)           | Xiao Qin CHN China                                                                            | Filip Ude CRO Croácia                                                  | Louis Smith GBR Grã-Bretanha                                               |
| Londres 2012 (detalhes)          | Krisztián Berki HUN Hungria                                                                   | Louis Smith GBR Grã-Bretanha                                           | Max Whitlock GBR Grã-Bretanha                                              |
| Rio 2016 (detalhes)              | Max Whitlock GBR Grã-Bretanha                                                                 | Louis Smith GBR Grã-Bretanha                                           | Alexander Naddour USA Estados Unidos                                       |
| Tóquio 2020 (detalhes)           | Max Whitlock GBR Grã-Bretanha                                                                 | Lee Chih-kai TPE Taipé Chinês                                          | Kazuma Kaya JPN Japão                                                      |
| Paris 2024 (detalhes)            | Rhys McClenaghan IRL Irlanda                                                                  | Nariman Kurbanov KAZ Cazaquistão                                       | Stephen Nedoroscik USA Estados Unidos                                      |

#### Argolas
| Evento                           | Ouro                                                                          | Prata                                                   | Bronze                                                   |
| -------------------------------- | ----------------------------------------------------------------------------- | ------------------------------------------------------- | -------------------------------------------------------- |
| Atenas 1896 (detalhes)           | Ioannis Mitropoulos GRE Grécia                                                | Hermann Weingärtner GER Alemanha                        | Petros Persakis GRE Grécia                               |
| Saint Louis 1904 (detalhes)      | Herman Glass USA Estados Unidos                                               | William Merz USA Estados Unidos                         | Emil Voigt USA Estados Unidos                            |
| Paris 1924 (detalhes)            | Francesco Martino ITA Itália                                                  | Robert Pražák TCH Checoslováquia                        | Ladislav Vácha TCH Checoslováquia                        |
| Amsterdã 1928 (detalhes)         | Leon Štukelj YUG Iugoslávia                                                   | Ladislav Vácha TCH Checoslováquia                       | Emanuel Löffler TCH Checoslováquia                       |
| Los Angeles 1932 (detalhes)      | George Gulack USA Estados Unidos                                              | Bill Denton USA Estados Unidos                          | Giovanni Lattuada ITA Itália                             |
| Berlim 1936 (detalhes)           | Alois Hudec TCH Checoslováquia                                                | Leon Štukelj YUG Iugoslávia                             | Matthias Volz GER Alemanha                               |
| Londres 1948 (detalhes)          | Karl Frei SUI Suíça                                                           | Michael Reusch SUI Suíça                                | Zdeněk Růžička TCH Checoslováquia                        |
| Helsinque 1952 (detalhes)        | Hrant Shahinyan URS União Soviética                                           | Viktor Chukarin URS União Soviética                     | Dmytro Leonkin URS União SoviéticaHans Eugster SUI Suíça |
| Melbourne 1956 (detalhes)        | Albert Azaryan URS União Soviética                                            | Valentin Muratov URS União Soviética                    | Masumi Kubota JPN JapãoMasao Takemoto JPN Japão          |
| Roma 1960 (detalhes)             | Albert Azaryan URS União Soviética                                            | Boris Shakhlin URS União Soviética                      | Takashi Ono JPN JapãoVelik Kapsazov BUL Bulgária         |
| Tóquio 1964 (detalhes)           | Takuji Hayata JPN Japão                                                       | Franco Menichelli ITA Itália                            | Boris Shakhlin URS União Soviética                       |
| Cidade do México 1968 (detalhes) | Akinori Nakayama JPN Japão                                                    | Mikhail Voronin URS União Soviética                     | Sawao Kato JPN Japão                                     |
| Munique 1972 (detalhes)          | Akinori Nakayama JPN Japão                                                    | Mikhail Voronin URS União Soviética                     | Mitsuo Tsukahara JPN Japão                               |
| Montreal 1976 (detalhes)         | Nikolai Andrianov URS União Soviética                                         | Alexander Dityatin URS União Soviética                  | Danuţ Grecu ROU Romênia                                  |
| Moscou 1980 (detalhes)           | Alexander Dityatin URS União Soviética                                        | Alexander Tkachev URS União Soviética                   | Jiří Tabák TCH Checoslováquia                            |
| Los Angeles 1984 (detalhes)      | Koji Gushiken JPN JapãoLi Ning CHN China                                      | nenhum                                                  | Mitch Gaylord USA Estados Unidos                         |
| Seul 1988 (detalhes)             | Holger Behrendt GDR Alemanha OrientalDimitri Bilozertchev URS União Soviética | nenhum                                                  | Sven Tippelt GDR Alemanha Oriental                       |
| Barcelona 1992 (detalhes)        | Vitaly Scherbo EUN Equipa Unificada                                           | Li Jing CHN China                                       | Andreas Wecker GER AlemanhaLi Xiaoshuang CHN China       |
| Atlanta 1996 (detalhes)          | Jury Chechi ITA Itália                                                        | Szilveszter Csollány HUN HungriaDan Burincă ROU Romênia | nenhum                                                   |
| Sydney 2000 (detalhes)           | Szilveszter Csollány HUN Hungria                                              | Dimosthenis Tampakos GRE Grécia                         | Jordan Jovtchev BUL Bulgária                             |
| Atenas 2004 (detalhes)           | Dimosthenis Tampakos GRE Grécia                                               | Jordan Jovtchev BUL Bulgária                            | Jury Chechi ITA Itália                                   |
| Pequim 2008 (detalhes)           | Chen Yibing CHN China                                                         | Yang Wei CHN China                                      | Oleksandr Vorobiov UKR Ucrânia                           |
| Londres 2012 (detalhes)          | Arthur Zanetti BRA Brasil                                                     | Chen Yibing CHN China                                   | Matteo Morandi ITA Itália                                |
| Rio 2016 (detalhes)              | Eleftherios Petrounias GRE Grécia                                             | Arthur Zanetti BRA Brasil                               | Denis Ablyazin RUS Rússia                                |
| Tóquio 2020 (detalhes)           | Liu Yang CHN China                                                            | You Hao CHN China                                       | Eleftherios Petrounias GRE Grécia                        |
| Paris 2024 (detalhes)            | Liu Yang CHN China                                                            | Zou Jingyuan CHN China                                  | Eleftherios Petrounias GRE Grécia                        |

#### Salto

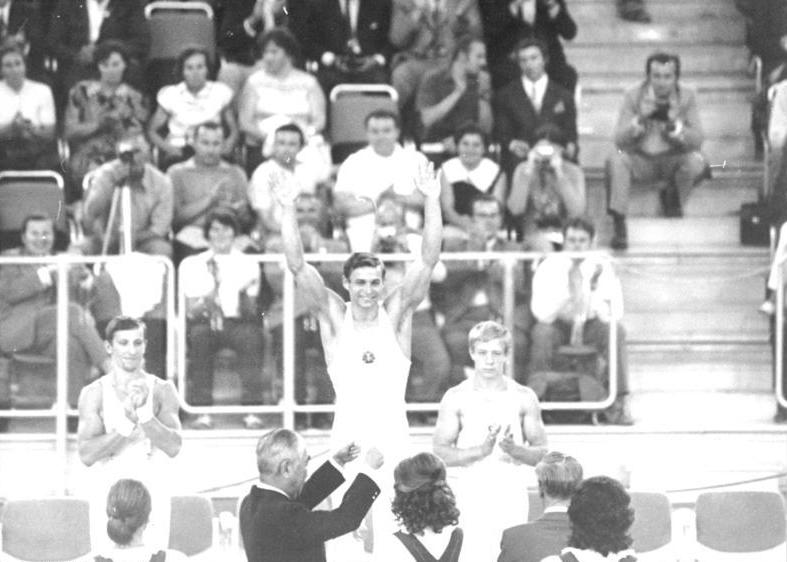
Pódio do salto nos Jogos de 1972 em Munique.

| Evento                           | Ouro                                                                    | Prata                                                                                            | Bronze                                                                                     |
| -------------------------------- | ----------------------------------------------------------------------- | ------------------------------------------------------------------------------------------------ | ------------------------------------------------------------------------------------------ |
| Atenas 1896 (detalhes)           | Carl Schuhmann GER Alemanha                                             | Louis Zutter SUI Suíça                                                                           | Hermann Weingärtner GER Alemanha                                                           |
| Saint Louis 1904 (detalhes)      | Anton Heida USA Estados UnidosGeorge Eyser USA Estados Unidos           | nenhum                                                                                           | William Merz USA Estados Unidos                                                            |
| Paris 1924 (detalhes)            | Frank Kriz USA Estados Unidos                                           | Jan Koutný TCH Checoslováquia                                                                    | Bohumil Mořkovský TCH Checoslováquia                                                       |
| Amsterdã 1928 (detalhes)         | Eugen Mack SUI Suíça                                                    | Emanuel Löffler TCH Checoslováquia                                                               | Stane Derganc YUG Iugoslávia                                                               |
| Los Angeles 1932 (detalhes)      | Savino Guglielmetti ITA Itália                                          | Al Jochim USA Estados Unidos                                                                     | Ed Carmichael USA Estados Unidos                                                           |
| Berlim 1936 (detalhes)           | Alfred Schwarzmann GER Alemanha                                         | Eugen Mack SUI Suíça                                                                             | Matthias Volz GER Alemanha                                                                 |
| Londres 1948 (detalhes)          | Paavo Aaltonen FIN Finlândia                                            | Olavi Rove FIN Finlândia                                                                         | János Mogyorósi-Klencs HUN HungriaFerenc Pataki HUN HungriaLeo Sotorník TCH Checoslováquia |
| Helsinque 1952 (detalhes)        | Viktor Chukarin URS União Soviética                                     | Masao Takemoto JPN Japão                                                                         | Takashi Ono JPN JapãoTadao Uesako JPN Japão                                                |
| Melbourne 1956 (detalhes)        | Helmut Bantz EUA Equipe Alemã UnidaValentin Muratov URS União Soviética | nenhum                                                                                           | Yuri Titov URS União Soviética                                                             |
| Roma 1960 (detalhes)             | Boris Shakhlin URS União SoviéticaTakashi Ono JPN Japão                 | nenhum                                                                                           | Vladimir Portnoi URS União Soviética                                                       |
| Tóquio 1964 (detalhes)           | Haruhiro Yamashita JPN Japão                                            | Viktor Lisitsky URS União Soviética                                                              | Hannu Rantakari FIN Finlândia                                                              |
| Cidade do México 1968 (detalhes) | Mikhail Voronin URS União Soviética                                     | Yukio Endo JPN Japão                                                                             | Sergei Diomidov URS União Soviética                                                        |
| Munique 1972 (detalhes)          | Klaus Köste GDR Alemanha Oriental                                       | Viktor Klimenko URS União Soviética                                                              | Nikolai Andrianov URS União Soviética                                                      |
| Montreal 1976 (detalhes)         | Nikolai Andrianov URS União Soviética                                   | Mitsuo Tsukahara JPN Japão                                                                       | Hiroshi Kajiyama JPN Japão                                                                 |
| Moscou 1980 (detalhes)           | Nikolai Andrianov URS União Soviética                                   | Alexander Dityatin URS União Soviética                                                           | Roland Brückner GDR Alemanha Oriental                                                      |
| Los Angeles 1984 (detalhes)      | Lou Yun CHN China                                                       | Mitch Gaylord USA Estados UnidosKoji Gushiken JPN JapãoShinji Morisue JPN JapãoLi Ning CHN China | nenhum                                                                                     |
| Seul 1988 (detalhes)             | Lou Yun CHN China                                                       | Sylvio Kroll GDR Alemanha Oriental                                                               | Park Jong-hoon KOR Coreia do Sul                                                           |
| Barcelona 1992 (detalhes)        | Vitaly Scherbo EUN Equipa Unificada                                     | Grigory Misutin EUN Equipa Unificada                                                             | Yoo Ok-ryul KOR Coreia do Sul                                                              |
| Atlanta 1996 (detalhes)          | Alexei Nemov RUS Rússia                                                 | Yeo Hong-chul KOR Coreia do Sul                                                                  | Vitaly Scherbo BLR Bielorrússia                                                            |
| Sydney 2000 (detalhes)           | Gervasio Deferr ESP Espanha                                             | Alexei Bondarenko RUS Rússia                                                                     | Leszek Blanik POL Polônia                                                                  |
| Atenas 2004 (detalhes)           | Gervasio Deferr ESP Espanha                                             | Jevgēņijs Saproņenko LAT Letônia                                                                 | Marian Drăgulescu ROU Romênia                                                              |
| Pequim 2008 (detalhes)           | Leszek Blanik POL Polônia                                               | Thomas Bouhail FRA França                                                                        | Anton Golotsutskov RUS Rússia                                                              |
| Londres 2012 (detalhes)          | Yang Hak-seon KOR Coreia do Sul                                         | Denis Ablyazin RUS Rússia                                                                        | Igor Radivilov UKR Ucrânia                                                                 |
| Rio 2016 (detalhes)              | Ri Se-gwang PRK Coreia do Norte                                         | Denis Ablyazin RUS Rússia                                                                        | Kenzō Shirai JPN Japão                                                                     |
| Tóquio 2020 (detalhes)           | Shin Jea-hwan KOR Coreia do Sul                                         | Denis Ablyazin ROC                                                                               | Artur Davtyan ARM Armênia                                                                  |
| Paris 2024 (detalhes)            | Carlos Yulo PHI Filipinas                                               | Artur Davtyan ARM Armênia                                                                        | Harry Hepworth GBR Grã-Bretanha                                                            |

#### Barras paralelas
| Evento                           | Ouro                                  | Prata                                  | Bronze                                                                                 |
| -------------------------------- | ------------------------------------- | -------------------------------------- | -------------------------------------------------------------------------------------- |
| Atenas 1896 (detalhes)           | Alfred Flatow GER Alemanha            | Louis Zutter SUI Suíça                 | nenhum                                                                                 |
| Saint Louis 1904 (detalhes)      | George Eyser USA Estados Unidos       | Anton Heida USA Estados Unidos         | John Duha USA Estados Unidos                                                           |
| Paris 1924 (detalhes)            | August Güttinger SUI Suíça            | Robert Pražák TCH Checoslováquia       | Giorgio Zampori ITA Itália                                                             |
| Amsterdã 1928 (detalhes)         | Ladislav Vácha TCH Checoslováquia     | Josip Primožič YUG Iugoslávia          | Hermann Hänggi SUI Suíça                                                               |
| Los Angeles 1932 (detalhes)      | Romeo Neri ITA Itália                 | István Pelle HUN Hungria               | Heikki Savolainen FIN Finlândia                                                        |
| Berlim 1936 (detalhes)           | Konrad Frey GER Alemanha              | Michael Reusch SUI Suíça               | Alfred Schwarzmann GER Alemanha                                                        |
| Londres 1948 (detalhes)          | Michael Reusch SUI Suíça              | Veikko Huhtanen FIN Finlândia          | Christian Kipfer SUI SuíçaJosef Stalder SUI Suíça                                      |
| Helsinque 1952 (detalhes)        | Hans Eugster SUI Suíça                | Viktor Chukarin URS União Soviética    | Josef Stalder SUI Suíça                                                                |
| Melbourne 1956 (detalhes)        | Viktor Chukarin URS União Soviética   | Masumi Kubota JPN Japão                | Takashi Ono JPN JapãoMasao Takemoto JPN Japão                                          |
| Roma 1960 (detalhes)             | Boris Shakhlin URS União Soviética    | Giovanni Carminucci ITA Itália         | Takashi Ono JPN Japão                                                                  |
| Tóquio 1964 (detalhes)           | Yukio Endo JPN Japão                  | Shuji Tsurumi JPN Japão                | Franco Menichelli ITA Itália                                                           |
| Cidade do México 1968 (detalhes) | Akinori Nakayama JPN Japão            | Mikhail Voronin URS União Soviética    | Viktor Klimenko URS União Soviética                                                    |
| Munique 1972 (detalhes)          | Sawao Kato JPN Japão                  | Shigeru Kasamatsu JPN Japão            | Eizo Kenmotsu JPN Japão                                                                |
| Montreal 1976 (detalhes)         | Sawao Kato JPN Japão                  | Nikolai Andrianov URS União Soviética  | Mitsuo Tsukahara JPN Japão                                                             |
| Moscou 1980 (detalhes)           | Alexander Tkachev URS União Soviética | Alexander Dityatin URS União Soviética | Roland Brückner GDR Alemanha Oriental                                                  |
| Los Angeles 1984 (detalhes)      | Bart Conner USA Estados Unidos        | Nobuyuki Kajitani JPN Japão            | Mitch Gaylord USA Estados Unidos                                                       |
| Seul 1988 (detalhes)             | Vladimir Artemov URS União Soviética  | Valeri Liukin URS União Soviética      | Sven Tippelt GDR Alemanha Oriental                                                     |
| Barcelona 1992 (detalhes)        | Vitaly Scherbo EUN Equipa Unificada   | Li Jing CHN China                      | Igor Korobchinsky EUN Equipa UnificadaGuo Linyao CHN ChinaMasayuki Matsunaga JPN Japão |
| Atlanta 1996 (detalhes)          | Rustam Sharipov UKR Ucrânia           | Jair Lynch USA Estados Unidos          | Vitaly Scherbo BLR Bielorrússia                                                        |
| Sydney 2000 (detalhes)           | Li Xiaopeng CHN China                 | Lee Joo-hyung KOR Coreia do Sul        | Alexei Nemov RUS Rússia                                                                |
| Atenas 2004 (detalhes)           | Valeri Goncharov UKR Ucrânia          | Hiroyuki Tomita JPN Japão              | Li Xiaopeng CHN China                                                                  |
| Pequim 2008 (detalhes)           | Li Xiaopeng CHN China                 | Yoo Won-chul KOR Coreia do Sul         | Anton Fokin UZB Uzbequistão                                                            |
| Londres 2012 (detalhes)          | Feng Zhe CHN China                    | Marcel Nguyen GER Alemanha             | Hamilton Sabot FRA França                                                              |
| Rio 2016 (detalhes)              | Oleg Verniaiev UKR Ucrânia            | Danell Leyva USA Estados Unidos        | David Belyavskiy RUS Rússia                                                            |
| Tóquio 2020 (detalhes)           | Zou Jingyuan CHN China                | Lukas Dauser GER Alemanha              | Ferhat Arıcan TUR Turquia                                                              |
| Paris 2024 (detalhes)            | Zou Jingyuan CHN China                | Illia Kovtun UKR Ucrânia               | Shinnosuke Oka JPN Japão                                                               |

#### Barra fixa
| Evento                           | Ouro                                                                  | Prata                                                           | Bronze                                                                  |
| -------------------------------- | --------------------------------------------------------------------- | --------------------------------------------------------------- | ----------------------------------------------------------------------- |
| Atenas 1896 (detalhes)           | Hermann Weingärtner GER Alemanha                                      | Alfred Flatow GER Alemanha                                      | nenhum                                                                  |
| Saint Louis 1904 (detalhes)      | Anton Heida USA Estados UnidosEdward Hennig USA Estados Unidos        | nenhum                                                          | George Eyser USA Estados Unidos                                         |
| Paris 1924 (detalhes)            | Leon Štukelj YUG Iugoslávia                                           | Jean Gutweninger SUI Suíça                                      | Alphonse Higelin FRA França                                             |
| Amsterdã 1928 (detalhes)         | Georges Miez SUI Suíça                                                | Romeo Neri ITA Itália                                           | Eugen Mack SUI Suíça                                                    |
| Los Angeles 1932 (detalhes)      | Dallas Bixler USA Estados Unidos                                      | Heikki Savolainen FIN Finlândia                                 | Einari Teräsvirta FIN Finlândia                                         |
| Berlim 1936 (detalhes)           | Aleksanteri Saarvala FIN Finlândia                                    | Konrad Frey GER Alemanha                                        | Alfred Schwarzmann GER Alemanha                                         |
| Londres 1948 (detalhes)          | Josef Stalder SUI Suíça                                               | Walter Lehmann SUI Suíça                                        | Veikko Huhtanen FIN Finlândia                                           |
| Helsinque 1952 (detalhes)        | Jack Günthard SUI Suíça                                               | Josef Stalder SUI SuíçaAlfred Schwarzmann GER Alemanha          | nenhum                                                                  |
| Melbourne 1956 (detalhes)        | Takashi Ono JPN Japão                                                 | Yuri Titov URS União Soviética                                  | Masao Takemoto JPN Japão                                                |
| Roma 1960 (detalhes)             | Takashi Ono JPN Japão                                                 | Masao Takemoto JPN Japão                                        | Boris Shakhlin URS União Soviética                                      |
| Tóquio 1964 (detalhes)           | Boris Shakhlin URS União Soviética                                    | Yuri Titov URS União Soviética                                  | Miroslav Cerar YUG Iugoslávia                                           |
| Cidade do México 1968 (detalhes) | Mikhail Voronin URS União SoviéticaAkinori Nakayama JPN Japão         | nenhum                                                          | Eizo Kenmotsu JPN Japão                                                 |
| Munique 1972 (detalhes)          | Mitsuo Tsukahara JPN Japão                                            | Sawao Kato JPN Japão                                            | Shigeru Kasamatsu JPN Japão                                             |
| Montreal 1976 (detalhes)         | Mitsuo Tsukahara JPN Japão                                            | Eizo Kenmotsu JPN Japão                                         | Eberhard Gienger FRG Alemanha OcidentalHenry Boério FRA França          |
| Moscou 1980 (detalhes)           | Stojan Deltchev BUL Bulgária                                          | Alexander Dityatin URS União Soviética                          | Nikolai Andrianov URS União Soviética                                   |
| Los Angeles 1984 (detalhes)      | Shinji Morisue JPN Japão                                              | Tong Fei CHN China                                              | Koji Gushiken JPN Japão                                                 |
| Seul 1988 (detalhes)             | Vladimir Artemov URS União SoviéticaValeri Liukin URS União Soviética | nenhum                                                          | Holger Behrendt GDR Alemanha OrientalMarius Gherman ROU Romênia         |
| Barcelona 1992 (detalhes)        | Trent Dimas USA Estados Unidos                                        | Grigory Misutin EUN Equipa UnificadaAndreas Wecker GER Alemanha | nenhum                                                                  |
| Atlanta 1996 (detalhes)          | Andreas Wecker GER Alemanha                                           | Krasimir Dounev BUL Bulgária                                    | Vitaly Scherbo BLR BielorrússiaFan Bin CHN ChinaAlexei Nemov RUS Rússia |
| Sydney 2000 (detalhes)           | Alexei Nemov RUS Rússia                                               | Benjamin Varonian FRA França                                    | Lee Joo-hyung KOR Coreia do Sul                                         |
| Atenas 2004 (detalhes)           | Igor Cassina ITA Itália                                               | Paul Hamm USA Estados Unidos                                    | Isao Yoneda JPN Japão                                                   |
| Pequim 2008 (detalhes)           | Zou Kai CHN China                                                     | Jonathan Horton USA Estados Unidos                              | Fabian Hambüchen GER Alemanha                                           |
| Londres 2012 (detalhes)          | Epke Zonderland NED Países Baixos                                     | Fabian Hambüchen GER Alemanha                                   | Zou Kai CHN China                                                       |
| Rio 2016 (detalhes)              | Fabian Hambüchen GER Alemanha                                         | Danell Leyva USA Estados Unidos                                 | Nile Wilson GBR Grã-Bretanha                                            |
| Tóquio 2020 (detalhes)           | Daiki Hashimoto JPN Japão                                             | Tin Srbić CRO Croácia                                           | Nikita Nagornyy ROC                                                     |
| Paris 2024 (detalhes)            | Shinnosuke Oka JPN Japão                                              | Ángel Barajas COL Colômbia                                      | Zhang Boheng CHN ChinaTang Chia-hung TPE Taipé Chinês                   |

### Ginástica de trampolim
| Evento                  | Ouro                                             | Prata                           | Bronze                          |
| ----------------------- | ------------------------------------------------ | ------------------------------- | ------------------------------- |
| Sydney 2000 (detalhes)  | Alexander Moskalenko RUS Rússia                  | Ji Wallace AUS Austrália        | Mathieu Turgeon CAN Canadá      |
| Atenas 2004 (detalhes)  | Yuri Nikitin UKR Ucrânia                         | Alexander Moskalenko RUS Rússia | Henrik Stehlik GER Alemanha     |
| Pequim 2008 (detalhes)  | Lu Chunlong CHN China                            | Jason Burnett CAN Canadá        | Dong Dong CHN China             |
| Londres 2012 (detalhes) | Dong Dong CHN China                              | Dmitry Ushakov RUS Rússia       | Lu Chunlong CHN China           |
| Rio 2016 (detalhes)     | Uladzislau Hancharou BLR Bielorrússia            | Dong Dong CHN China             | Gao Lei CHN China               |
| Tóquio 2020 (detalhes)  | Ivan Litvinovich BLR Bielorrússia                | Dong Dong CHN China             | Dylan Schmidt NZL Nova Zelândia |
| Paris 2024 (detalhes)   | Ivan Litvinovich AIN Atletas Individuais Neutros | Wang Zisai CHN China            | Yan Langyu CHN China            |

## Eventos passados

### Escalada
| Evento                      | Ouro                               | Prata                                | Bronze                                                       |
| --------------------------- | ---------------------------------- | ------------------------------------ | ------------------------------------------------------------ |
| Atenas 1896 (detalhes)      | Nikolaos Andriakopoulos GRE Grécia | Thomas Xenakis GRE Grécia            | Fritz Hoffmann GER Alemanha                                  |
| Saint Louis 1904 (detalhes) | George Eyser USA Estados Unidos    | Charles Krause USA Estados Unidos    | Emil Voigt USA Estados Unidos                                |
| Paris 1924 (detalhes)       | Bedřich Šupčík TCH Checoslováquia  | Albert Séguin FRA França             | Ladislav Vácha TCH Checoslováquia August Güttinger SUI Suíça |
| Los Angeles 1932 (detalhes) | Raymond Bass USA Estados Unidos    | William Galbraith USA Estados Unidos | Thomas Connolly USA Estados Unidos                           |

### Barra fixa por equipes
| Evento                 | Ouro | Prata  | Bronze |
| ---------------------- | --- | ------ | ------ |
| Atenas 1896 (detalhes) | Konrad Böcker Alfred Flatow Gustav Flatow Georg Hillmar Fritz Hoffmann Fritz Manteuffel Karl Neukirch Richard Röstel Gustav Schuft Carl Schuhmann Hermann Weingärtner GER Alemanha | nenhum | nenhum |

### Barras paralelas por equipes
| Evento                 | Ouro | Prata                                                                                   | Bronze                                                                                |
| ---------------------- | --- | --------------------------------------------------------------------------------------- | ------------------------------------------------------------------------------------- |
| Atenas 1896 (detalhes) | Konrad Böcker Alfred Flatow Gustav Flatow Georg Hillmar Fritz Hoffmann Fritz Manteuffel Karl Neukirch Richard Röstel Gustav Schuft Carl Schuhmann Hermann Weingärtner GER Alemanha | Nikolaos Andriakopoulos Spyros Athanasopoulos Petros Persakis Thomas Xenakis GRE Grécia | Ioannis Chrysafis Ioannis Mitropoulos Dimitrios Loundras Filippos Karvelas GRE Grécia |

### Exercícios combinados
| Evento                      | Ouro                           | Prata                           | Bronze                          |
| --------------------------- | ------------------------------ | ------------------------------- | ------------------------------- |
| Paris 1900 (detalhes)       | Gustave Sandras FRA França     | Noël Bas FRA França             | Lucien Démanet FRA França       |
| Saint Louis 1904 (detalhes) | Anton Heida USA Estados Unidos | George Eyser USA Estados Unidos | William Merz USA Estados Unidos |

### Triatlo
| Evento                      | Ouro                     | Prata                      | Bronze                     |
| --------------------------- | ------------------------ | -------------------------- | -------------------------- |
| Saint Louis 1904 (detalhes) | Adolf Spinnler SUI Suíça | Julius Lenhart AUT Áustria | Wilhelm Weber GER Alemanha |

### Dança com maças
| Evento                      | Ouro                             | Prata                         | Bronze                          |
| --------------------------- | -------------------------------- | ----------------------------- | ------------------------------- |
| Saint Louis 1904 (detalhes) | Edward Hennig USA Estados Unidos | Emil Voigt USA Estados Unidos | Ralph Wilson USA Estados Unidos |

### Sistema livre por equipes
| Evento                    | Ouro | Prata | Bronze |
| ------------------------- | --- | --- | --- |
| Estocolmo 1912 (detalhes) | Isak Abrahamsen Hans Beyer Hartmann Bjørnsen Alfred Engelsen Bjarne Johnsen Sigurd Jørgensen Knud Leonard Knudsen Alf Lie Rolf Lie Tor Lund Petter Martinsen Per Mathiesen Jacob Opdahl Nils Opdahl Bjarne Pettersen Frithjof Sælen Øistein Schirmer Georg Selenius Sigvard Sivertsen Robert Sjursen Einar Strøm Gabriel Thorstensen Thomas Thorstensen Nils Voss NOR Noruega | Kaarlo Ekholm Eino Forsström Eero Hyvärinen Mikko Hyvärinen Tauno Ilmoniemi Ilmari Keinänen Jalmari Kivenheimo Karl Lund Aarne Pelkonen Ilmari Pernaja Arvid Rydman Eino Saastamoinen Aarne Salovaara Heikki Sammallahti Hannes Sirola Klaus Suomela Lauri Tanner Väinö Tiiri Kaarlo Vähämäki Kaarlo Vasama FIN Finlândia                                                                                                 | Axel Andersen Hjalmart Andersen Halvor Birch Wilhelm Grimmelmann Arvor Hansen Christian Hansen Marius Hansen Charles Jensen Hjalmar Peter Johansen Poul Jørgensen Carl Krebs Vigo Madsen Lukas Nielsen Rikard Nordstrøm Steen Olsen Oluf Olsson Carl Pedersen Oluf Pedersen Niels Petersen Christian Svendsen DEN Dinamarca |
| Antuérpia 1920 (detalhes) | Georg Albertsen Rudolf Andersen Viggo Dibbern Aage Frandsen Hugo Helsten Harry Holm Herold Jansson Robert Johnsen Christian Juhl Vilhelm Lange Svend Madsen Peder Marcussen Peder Møller Niels Turin Nielsen Steen Olsen Christian Pedersen Hans Rønne Harry Sørensen Christian Thomas Knud Vermehren Fritz Eisenöe Hans Trier Hansen Lukas Nielsen Oluf Olsen DEN Dinamarca  | Alf Aanning Karl Aas Jørgen Andersen Gustav Bayer Jørgen Bjørnstad Asbjørn Bodahl Eilert Bøhm Trygve Bøyesen Ingolf Davidsen Håkon Endreson Jacob Erstad Harald Færstad Hermann Helgesen Petter Hol Otto Johannessen John Anker Johansen Torbjørn Kristoffersen Henrik Nielsen Jacob Opdahl Arthur Rydstrøm Frithjof Sælen Bjørn Skjærpe Wilhelm Steffensen Olav Sundal Reidar Tønsberg Lauritz Wigand-Larsen NOR Noruega | nenhum |

### Sistema sueco por equipes
| Evento                    | Ouro | Prata | Bronze |
| ------------------------- | --- | --- | --- |
| Estocolmo 1912 (detalhes) | Per Bertilsson Carl-Ehrenfried Carlberg Nils Granfelt Curt Hartzell Oswald Holmberg Anders Hylander Axel Janse Boo Kullberg Sven Landberg Per Nilsson Benkt Norelius Axel Norling Daniel Norling Sven Rosén Nils Silfverskiöld Carl Silfverstrand John Sörenson Yngve Stiernspetz Carl-Erik Svensson Karl Johan Svensson Knut Torell Edward Wennerholm Claes Wersäll David Wiman SWE Suécia | Peter Andersen Valdemar Bøggild Søren Peter Christensen Ingvald Eriksen George Falcke Torkild Garp Hans Trier Hansen Johannes Hansen Rasmus Hansen Jens Kristian Jensen Søren Alfred Jensen Karl Kirk Jens Kirkegaard Olaf Kjems Carl Larsen Jens Peter Laursen Marius Lefèrve Povl Mark Einar Olsen Hans Pedersen Hans Eiler Pedersen Olaf Pedersen Peder Larsen Pedersen Aksel Sørensen Martin Thau Søren Thorborg Kristen Vadgaard Johannes Vinther DEN Dinamarca | Arthur Amundsen Jørgen Andersen Trygve Bøyesen Georg Brustad Conrad Christensen Oscar Engelstad Marius Eriksen Axel Henry Hansen Petter Hol Eugen Ingebretsen Olaf Ingebretsen Olof Jacobsen Erling Jensen Thor Jensen Frithjof Olsen Oscar Olstad Edvin Paulsen Carl Alfred Pedersen Paul Pedersen Rolf Robach Sigurd Smebye Torleif Torkildsen NOR Noruega                          |
| Antuérpia 1920 (detalhes) | Fausto Acke Albert Andersson Arvid Andersson-Holtman Helge Bäckander Bengt Bengtsson Fabian Biörck Erik Charpentier Sture Ericsson-Ewréus Konrad Granström Helge Gustafsson Åke Häger Ture Hedman Sven Johnson Sven-Olof Jonsson Karl Lindahl Edmund Lindmark Bengt Mohrberg Frans Persson Klas Särner Curt Sjöberg Gunnar Söderlindh John Sörenson Erik Svensén Gösta Törner SWE Suécia    | Johannes Birk Frede Hansen Frederik Hansen Kristian Hansen Hans Jakobsen Aage Jørgensen Alfred Frøkjær Jørgensen Alfred Ollerup Jørgensen Arne Jørgensen Knud Kirkeløkke Jens Lambæk Kristian Larsen Kristian Madsen Niels Erik Nielsen Niels Kristian Nielsen Dynes Pedersen Hans Pedersen Johannes Pedersen Peter Dorf Pedersen Rasmus Rasmussen Hans Christian Sørensen Hans Laurids Sørensen Søren Sørensen Georg Vest Aage Walther DEN Dinamarca                | Paul Arets Léon Bronckaert Léopold Clabots Jean-Baptiste Claessens Léon Darrien Lucien Dehoux Ernest Deleu Émile Duboisson Ernest Dureuil Joseph Fiems Marcel Hansen Louis Henin Omer Hoffman Félix Logiest Charles Maerschalck René Paenhuijsen Arnold Pierrot René Pinchart Gaspard Pirotte Augustien Pluys Léopold Son Édouard Taeymans Pierre Thiriar Henri Verhavert BEL Bélgica |

### Salto lateral
| Evento                | Ouro                     | Prata                                               | Bronze |
| --------------------- | ------------------------ | --------------------------------------------------- | ------ |
| Paris 1924 (detalhes) | Albert Séguin FRA França | Jean Gounot FRA França François Gangloff FRA França | nenhum |

### Maça indiana
| Evento                      | Ouro                           | Prata                              | Bronze                                |
| --------------------------- | ------------------------------ | ---------------------------------- | ------------------------------------- |
| Los Angeles 1932 (detalhes) | George Roth USA Estados Unidos | Philip Erenberg USA Estados Unidos | William Kuhlemeier USA Estados Unidos |

### Tumbling
| Evento                      | Ouro                             | Prata                          | Bronze                              |
| --------------------------- | -------------------------------- | ------------------------------ | ----------------------------------- |
| Los Angeles 1932 (detalhes) | Rowland Wolfe USA Estados Unidos | Edwin Gross USA Estados Unidos | William Herrmann USA Estados Unidos |